# 周轉頻率
周轉頻率是在天文物理，特別是吸積盤的研究中，流體在徑向方向轉換部分的振盪頻率。它可以被認為是「瑞利判別式」。當考慮天文物理中盤面的較差自轉
{\displaystyle \Omega }，周轉頻率{\displaystyle \kappa }是
{\displaystyle \kappa ^{2}\equiv {\frac {2\Omega }{R}}{\frac {d}{dR}}(R^{2}\Omega )},
此處R是座標中的徑向。
這個量可以檢視吸積盤的「邊界」──當{\displaystyle \kappa ^{2}}成為負值，然後在軌道上的流體會不穩定，形成小的湍流（擾動，假設的迴圈），而盤面將在這個點上發展出「邊緣」。例如，環繞著史瓦黑洞，最內層的穩定圓形軌道（ISCO，Innermost Stable Circular Orbit）發生在事件視界的3倍距離──在 {\displaystyle 6GM/c^{2}}。
對克卜勒的盤面，{\displaystyle \kappa =\Omega }。